# Alessandro Cesarini
Alessandro Cesarini, italijanski rimskokatoliški duhovnik, škof in kardinal, * ?, † 13. februar 1542, Rim.

## Življenjepis
1. julija 1517 je bil povzdignjen v kardinala.
Bil je postavljen za apostolske administratorje:
- Pamplona (27. februar 1520 - maj 1538);
- Otranto (9. april 1526 - marec 1536);
- Gerace (28. januar 1536 - 20. februar 1538);
- Oppido Mamertina (2. september 1536 - 20. februar 1538) in
- Cuenca (24. maj 1538 - ?).

31. maja 1540 je bil imenovan za škofa Albana, 14. novembra 1541 pa še za škofa Palestrine.